# Джонс, Рэйчел Бэй
Рэ́йчел Бэй Джонс (англ. Rachel Bay Jones; род. 8 ноября 1969, Нью-Йорк, Нью-Йорк, США) — американская театральная актриса и певица. Наиболее известна по роли Хайди Хэнсен в мюзикле «Дорогой Эван Хэнсен», принёсшей ей премию «Тони» за лучшую женскую роль второго плана в 2017 году.

## Ранняя жизнь
Джонс родилась в Нью-Йорке, и выросла в Бока-Ратон, Флорида. В возрасте 19 лет вернулась в Нью-Йорк, чтобы заняться актёрством.

## Карьера
Первой бродвейской ролью Джонс стала замена главной актрисы в мюзикле «Встреть меня в Сент-Луисе». В 2009 году принимала участие в возрождении постановки «Волосы». Стала частью оригинального актёрского состава постановки Pippin (Кэтрин).
Джонс сыграла мать главного героя, Хайди Хэнсен, в мюзике «Дорогой Эван Хэнсен» во время мировой премьеры мюзикла в Вашингтоне в июле 2015 года, после чего продолжила в Офф-Бродвейской и Бродвейской постановках. За роль была удостоена премии «Тони» за лучшую женскую роль второго плана.

## Театр
| Год  | Спектакль                       | Роль                      | Примечание                 |
| ---- | ------------------------------- | ------------------------- | -------------------------- |
| 1989 | Встреть меня в Сент-Луисе       | Ансамбль                  | The Gershwin Theatre       |
| 1990 | Гранд-Отель                     | Hildegarde Bratts / Trude | Национальный тур           |
| 2000 | Скрипач на крыше                | Одел                      | Национальный тур           |
| 2009 | Волосы                          | Мать                      | Al Hirschfeld Theatre      |
| 2010 | Женщины на грани нервного срыва | Swing                     | Belasco Theatre            |
| 2011 | Рождественская история: Мюзикл  | Мать                      | Национальный тур           |
| 2012 | Pippin                          | Кэтрин                    | American Repertory Theatre |
| 2013 | Pippin                          | Кэтрин                    | Music Box Theatre          |
| 2015 | Дорогой Эван Хэнсен             | Хайди Хэнсен              | Arena Stage                |
| 2016 | Дорогой Эван Хэнсен             | Хайди Хэнсен              | Second Stage               |
| 2016 | Дорогой Эван Хэнсен             | Хайди Хэнсен              | Music Box Theatre          |

## Фильмография

#### Кино
| Год  | Фильм                 | Роль            | Примечания |
| ---- | --------------------- | --------------- | ---------- |
| 2018 | Вернуть Бена          | Бет             |            |
| 2020 | Критическое мышление  | Директор Кестел |            |
| 2024 | Боб Тревино это любит | Джини           |            |

#### Телевидение
| Год       | Название                            | Роль             | Примечания                 |
| --------- | ----------------------------------- | ---------------- | -------------------------- |
| 2015      | Луи                                 | Барбара          | Эпизод: "Без названия"     |
| 2016      | Семья                               | Салли            | Эпизод: "День выборов"     |
| 2018      | Закон и порядок: Специальный корпус | Тереза           | Эпизод: "Вместо родителей" |
| 2018      | Бог меня зафрендил                  | Сьюзан           | 6 эпизодов                 |
| 2019      | Современная семья                   | Фарра Маршалл    | 3 эпизода                  |
| 2019      | Анатомия страсти                    | Карли            | Эпизод: "Дыши снова"       |
| 2021      | Паника                              | Шерри Нилл       | 6 эпизодов                 |
| 2021      | Почему женщины убивают              | Мейси Моран      | 3 эпизода                  |
| 2021–2022 | Соединённые Штаты Ала               | Лоис             | Роль в нескольких эпизодах |
| 2021–2022 | Хороший доктор                      | Сален Моррисон   | 10 эпизодов                |
| 2022–2024 | Молодой Шелдон                      | Одри Макиллестер | Роль в нескольких эпизодах |
| 2024      | Первый брак Джорджи и Мэнди         | Одри Макиллестер |                            |

## Награды
| Год  | Награда              | Номинация                                                    | Спектакль           | Результат |
| ---- | -------------------- | ------------------------------------------------------------ | ------------------- | --------- |
| 2016 | Драма Деск           | Награда Драма Деск за лучшую женскую роль второго плана      | Дорогой Эван Хэнсен | Номинация |
| 2017 | Тони                 | Премия «Тони» за лучшую женскую роль второго плана в мюзикле | Дорогой Эван Хэнсен | Победа    |
| 2017 | Награда Лиги Драмы   | Выдающееся исполнение                                        | Дорогой Эван Хэнсен | Номинация |
| 2017 | Lucille Lortel Award | Лучшая женская роль второго плана                            | Дорогой Эван Хэнсен | Победа    |
| 2018 | Грэмми               | Грэмми за лучший альбом для мюзикла                          | Дорогой Эван Хэнсен | Победа    |
| 2018 | Daytime Emmy Award   | Выдающееся исполнение в дневной программе                    | Дорогой Эван Хэнсен | Победа    |